# Laglydighetens gång

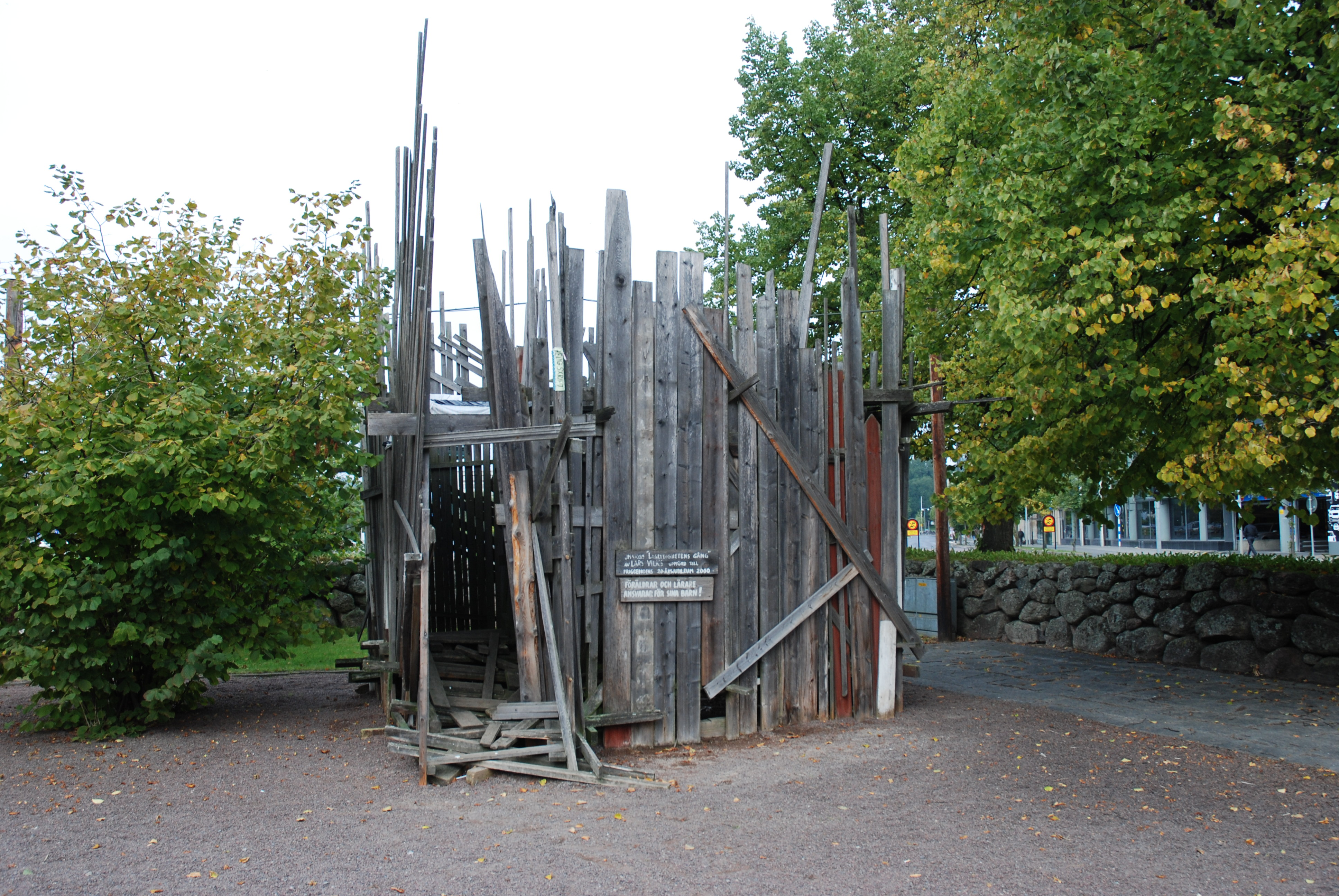
Laglydighetens gång, utanför Jönköpings läns museum.

Laglydighetens gång var ett konstverk av Lars Vilks som var placerat utanför Jönköpings läns museum mellan 2000 och 2015. Konstverket uppfördes i samband med friggebodens 20-årsjubileum, och invigdes av den dåvarande landshövdingen Birgit Friggebo som slog in den sista spiken i konstverket.

## Invigning
Invigningen av konstverket skedde i samband med utställningen "10 kvm frihet Friggeboden 20 år". Etnologen Eva Londos hade dokumenterat friggebodar för länsmuseet till 20-årsjubileet, och identifierat minst trettio olika användningsområden. Vilks friggebod beskrev hon i sig som "en stor brädhög".

## Beskrivning
Konstverket bestod av ett antal brädor av olika längd och form. Formmässigt lekte konstnären med friggeboden som koncept, och konstverket utmanade regelverket för friggeboden, som enligt reglerna inte fick vara större än 10 kvadratmeter. Ytan på Laglydighetens gång var 14 kvadratmeter, men i mitten av konstverket fanns ett taklöst tomrum på fyra kvadratmeter. Konstverket ställde därigenom frågan om det egentligen var tio eller fjorton kvadratmeter stort, med andra ord om det var lagligt eller olagligt.
Konstverket väckte debatt i Jönköping. Bland annat användes det av vissa som en offentlig toalett. Apropå debatten om konstverket skrev konstnären till Eva Londos, som då även var tillförordnad museichef, att "Laglydighetens gång har åstadkommit det som är konstverkets möjlighet att höja sin kvalitet. Ju fler rivningshot som stiger upp på händelsernas himmel desto högre kvalitet – det kan man lugnt räkna med..".

## Konstverket rivs
Konstverket revs 2015. Enligt Eva Londos togs det beslutet av den dåvarande museichefen, utan att informera styrelsen. Den dåvarande styrelseordföranden för länsmuseet, centerpartisten Raymond Pettersson, menade dock att styrelsen var informerad och enig. När konstverket revs skrev Svenska Dagbladet att väder och vind hade slitit hårt på byggnaden, och att man beslutade att riva verket efter att en vägg hade rasat in i oktober 2015 då man ansåg den vara en säkerhetsrisk.